# Ålpelaren

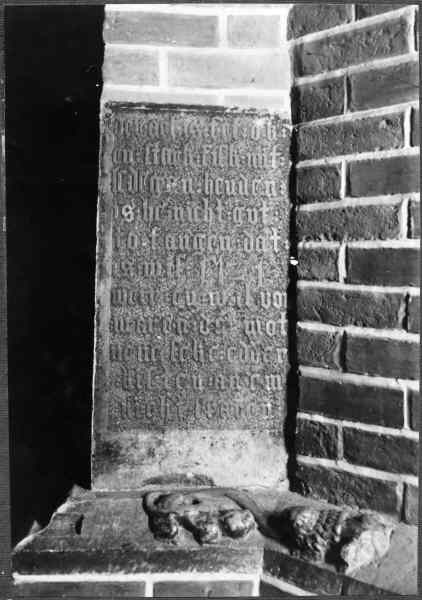
Relief och inskription på Ålpelaren i Storkyrkan.

Ålpelaren är en pelare i Storkyrkan i Stockholm, som har en relief föreställande två lejon som tampas med en ål och en inskription. Pelarens tillkomst tillskrivs normalt den tyske byggmästaren och bildhuggaren Adam van Düren år 1521.

## Bakgrund
Adam van Düren följde med Kristian II i dennes fälttåg i syfte att krönas till svensk kung, hans tredje försök, vilket förestod Stockholms blodbad. Möjligen följde han med både för att bygga och förstärka befästningar och i förlängningen för att utöka slottet Tre Kronor. Han kan till exempel ha byggt halva den sydliga kapellraden inför kröningen 4 november och sedan gjort pelare för att förstärka taket för att kunna befästa det med tunga kanoner. På den tillhörande inskription anges årtalet 1521, vilket är efter kröningen och Stockholms blodbad, som inträffade med några dagars mellanrum i november 1520. Den dateras också till tiden innan Gustav Vasa, som utmanade den danske kungen, tagit makten eller kanske ännu inte utgjorde något reellt hot.

## Reliefen
Pelaren står nästan längst ner vid altaret i södra pelargången. Reliefen är placerad på pelarens nedre krans, med en inskription ovanför. Den föreställer två lejon, en hane och en hona, som tampas med en ål.

## Inskriptionen
Inskriptionen är skriven på plattyska i frakturstil och är på elva rader. Den lyder:
”Der ael is fet ok

en stark fisk. Mit

ledegen henden

is he nicht got

to fangen, dat

is wis. 1521.

Weir en wil vor

waren de mot

nene seke edde

kisten an em

nicht sparen.”
Det översätts ungefär till:
”Ålen är fet och en stark fisk. Med enbart händer är han inte lätt att fånga, det är visst. 1521. Den honom vill hålla fast får inte spara på säckar eller kistor.”

## Tolkningar
Det har funnits flera tolkningar, de flesta med dåtidens politiska skeenden som fond. Den har tolkats föreställa uppgörelsen mellan svenska stormän, Kristian II fruktlösa försök att gripa Gustav Vasa eller hur de danska riksvapnets lejon försöker kuva Sverige. Den har även tolkats som en retfull vinkning att Kristian den andra lyckades slingra sig ur svenskarnas grepp när han lämnade Sverige. Den mest troliga tolkningen gjordes på 1600-talet av historikern Johannes Messenius, och den har i stort fått stöd i större delen av senare forskning. Enligt den är den en förklaring och försvar av Stockholms blodbad, att blodbadet krävdes för att kuva landet. Precis som en ål är omöjlig att hålla utan hårda grepp och kraftfulla åtgärder. Den skulle då ha gjorts medan Kristian II var säker på att hans kungamakt skulle vara beständig och att Stockholms blodbad fungerat. Förespråkare för den tolkningen menar att det är rimligt att den danska kungens bildhuggare framställde Danmark med lejon och att den skapades för att förtydliga hans makt.